# Steve-O
Steve-O, egentligen Stephen Gilchrist Glover, född 13 juni 1974 i Wimbledon i London, Storbritannien, är en amerikansk TV-personlighet, mest känd från TV-serierna Jackass och Wildboyz.
Redan som femtonåring började han göra filmer som innehöll både skateboardåkning och så kallade pranks, där han gjorde galna, ödesdigra trick som att hoppa från broar och åka kundvagn. Andra sammanhang där Steve-O har dykt upp är CKY, TV: The Movie och filmen Jackass:The Movie. Han har gjort fyra egna filmer med namnet Don't try this at home. Han har även medverkat i svenska High Chaparall där han använde olika slags droger under programmet. Steve-O har gästspelat i ett avsnitt av O.C. Tillsammans med Chris Pontius gjorde han serien Wildboyz.
Steve-O har också medverkat i Americas Top Model med Wee-man och Chris Pontius. Där skulle modellerna låtsas vara skitsura på dem och låtsas skrika och slå dem. Han medverkade även i filmen Jackass 3D år 2011, vilken blev en stor succé.
Steve-O skapade sin egen YouTube-kanal den 23 september 2013, där han lägger upp så kallade pranks, tillsammans med kända YouTubers. Bara en vecka efter att han offentliggjort sin kanal hade cirka 400 000 personer prenumererat på kanalen "steveo".
Han är även värd för programmet Killer Karaoke på amerikansk TV.
Steve-o är engagerad inom djurrättsrörelsen och är sedan 2015 vegan.